# Arata Koyama
Arata Koyama (japanisch 小山 新 Koyama Arata; * 14. Juni 1998 in der Präfektur Aomori) ist ein japanischer Fußballspieler.

## Karriere
Arata Koyama erlernte das Fußballspielen in der Schulmannschaft der Aomori Yamada High School sowie in der Universitätsmannschaft der Kansai-Universität. Von Juli 2017 spielte er mit dem Kansai University FC 2008 sechsmal in der Kansai Soccer League (Div.1). Seinen ersten Profivertrag unterschrieb er am 1. Februar 2021 beim FC Gifu. Der Verein aus Gifu, einer Stadt in der Präfektur Gifu auf Honshū, spielte in der dritten japanischen Liga. Sein Profidebüt gab er am 28. November 2021 (29. Spieltag) im Heimspiel gegen den Fujieda MYFC. Hier stand er in der Startelf und spielte die kompletten 90 Minuten. Das Spiel endete 0:0.